# Trophée Albert-Hassler
Pour les articles homonymes, voir Albert Hassler et Hassler.
Le Trophée Albert-Hassler récompense le meilleur joueur français de la saison en Ligue Magnus (championnat de France de hockey sur glace). 
Il porte ce nom en l'honneur d’Albert Hassler, célèbre hockeyeur français des  années 1920 et 1930.
Christophe Ville (Saint-Gervais puis Chamonix) et Maurice Rozenthal (Amiens puis Villard) sont les plus titrés avec quatre trophées. Les joueurs grenoblois sont les plus récompensés par ce trophée : ils l’ont remporté seize fois.

## Palmarès
| Saison    | Joueur                              | Club            |
| --------- | ----------------------------------- | --------------- |
| 1978-1979 | Philippe Rey                        | Chamonix        |
| 1979-1980 | Bernard Le Blond                    | Grenoble        |
| 1980-1981 | Philippe Treille                    | Grenoble        |
| 1977-1978 | Jean Vassieux                       | Villard         |
| 1981-1982 | Daniel Maric                        | Grenoble        |
| 1982-1983 | Christophe Ville                    | Saint Gervais   |
| 1983-1984 | Christophe Ville (2)                | Saint Gervais   |
| 1984-1985 | Thierry Chaix Yves Crettenand       | Gap Chamonix    |
| 1985-1986 | Stéphane Botteri                    | Saint Gervais   |
| 1986-1987 | Christian Pouget                    | Gap             |
| 1987-1988 | Pierre Pousse                       | Mont Blanc      |
| 1988-1989 | Yves Crettenand (2)                 | Rouen           |
| 1989-1990 | Philippe Bozon                      | Grenoble        |
| 1990-1991 | Christophe Ville (3)                | Grenoble        |
| 1991-1992 | Christophe Ville (4)                | Chamonix        |
| 1992-1993 | Pierre Pousse (2)                   | Amiens          |
| 1993-1994 | Franck Saunier                      | Rouen           |
| 1994-1995 | Christian Pouget (2)                | Chamonix        |
| 1995-1996 | Arnaud Briand                       | Reims           |
| 1996-1997 | Arnaud Briand (2)                   | Reims           |
| 1997-1998 | Cristobal Huet                      | Grenoble        |
| 1998-1999 | Maurice Rozenthal                   | Amiens          |
| 1999-2000 | Maurice Rozenthal (2)               | Amiens          |
| 2000-2001 | Maurice Rozenthal (3)               | Amiens          |
| 2001-2002 | Christian Pouget (3)                | Grenoble        |
| 2002-2003 | Laurent Gras                        | Amiens          |
| 2003-2004 | Laurent Meunier                     | Grenoble        |
| 2004-2005 | Laurent Meunier (2)                 | Grenoble        |
| 2005-2006 | Maurice Rozenthal (4)               | Villard         |
| 2006-2007 | Jonathan Zwikel                     | Morzine-Avoriaz |
| 2007-2008 | Baptiste Amar                       | Grenoble        |
| 2008-2009 | Baptiste Amar (2) Julien Desrosiers | Grenoble Rouen  |
| 2009-2010 | Damien Fleury                       | Grenoble        |
| 2010-2011 | Kévin Hecquefeuille                 | Amiens          |
| 2011-2012 | Anthony Guttig                      | Dijon           |
| 2012-2013 | Florian Hardy                       | Angers          |
| 2013-2014 | Nicolas Ritz                        | Dijon           |
| 2014-2015 | Julien Desrosiers (2)               | Rouen           |
| 2015-2016 | Yorick Treille Anthony Rech         | Rouen Gap       |
| 2016-2017 | Anthony Rech (2)                    | Gap             |
| 2017-2018 | Julien Correia                      | Lyon            |
| 2018-2019 | Guillaume Leclerc                   | Grenoble        |
| 2019-2020 | Damien Fleury (2)                   | Grenoble        |
| 2020-2021 | Anthony Guttig (2)                  | Rouen           |
| 2021-2022 | Damien Fleury (3)                   | Grenoble        |
| 2022-2023 | Sacha Treille                       | Grenoble        |
| 2023-2024 | Anthony Rech (3)                    | Rouen           |
| 2024-2025 | Anthony Rech (4)                    | Rouen           |